# Дом бабочек (Вена)
Дом бабочек в Вене (нем. Schmetterlinghaus) — питомник бабочек, расположенный в центральном районе Вены (Австрия). Он занимает северо-западное крыло Пальмовой оранжереи и является частью комплекса Хофбург.

## История
Первое здание оранжереи построено по приказу императора Франца II в 1823—1826 годах по проекту архитектора Людвига фон Реми, который использовал инновационную на тот момент технологию железных конструкций.
В 1901 году оранжерея перестроена по проекту архитектора Фридриха Омана, который сменил исторический фасад на югендштиль и увеличил площадь окон. Перестройка заняла 5 лет.
В 1988 году по соображениям безопасности оранжерею закрыли. В 1996—1998 годах здание отремонтировали, и общая стоимость ремонта составила около 13 миллионов евро. В 1998 году Пальмовая оранжерея была открыта вновь, в её левом северо-западном крыле расположился питомник бабочек, площадь которого составляет 280 м².

## Виды
В Доме бабочек обитает приблизительно 500 тропических бабочек 40 различных видов, свободно летающих в питомнике. В помещении воссозданы условия тропического леса: постоянная температура воздуха — около 26 С, влажность — около 80 %. Кроме бабочек в питомнике высажены разнообразные виды тропических растений.

## Галерея

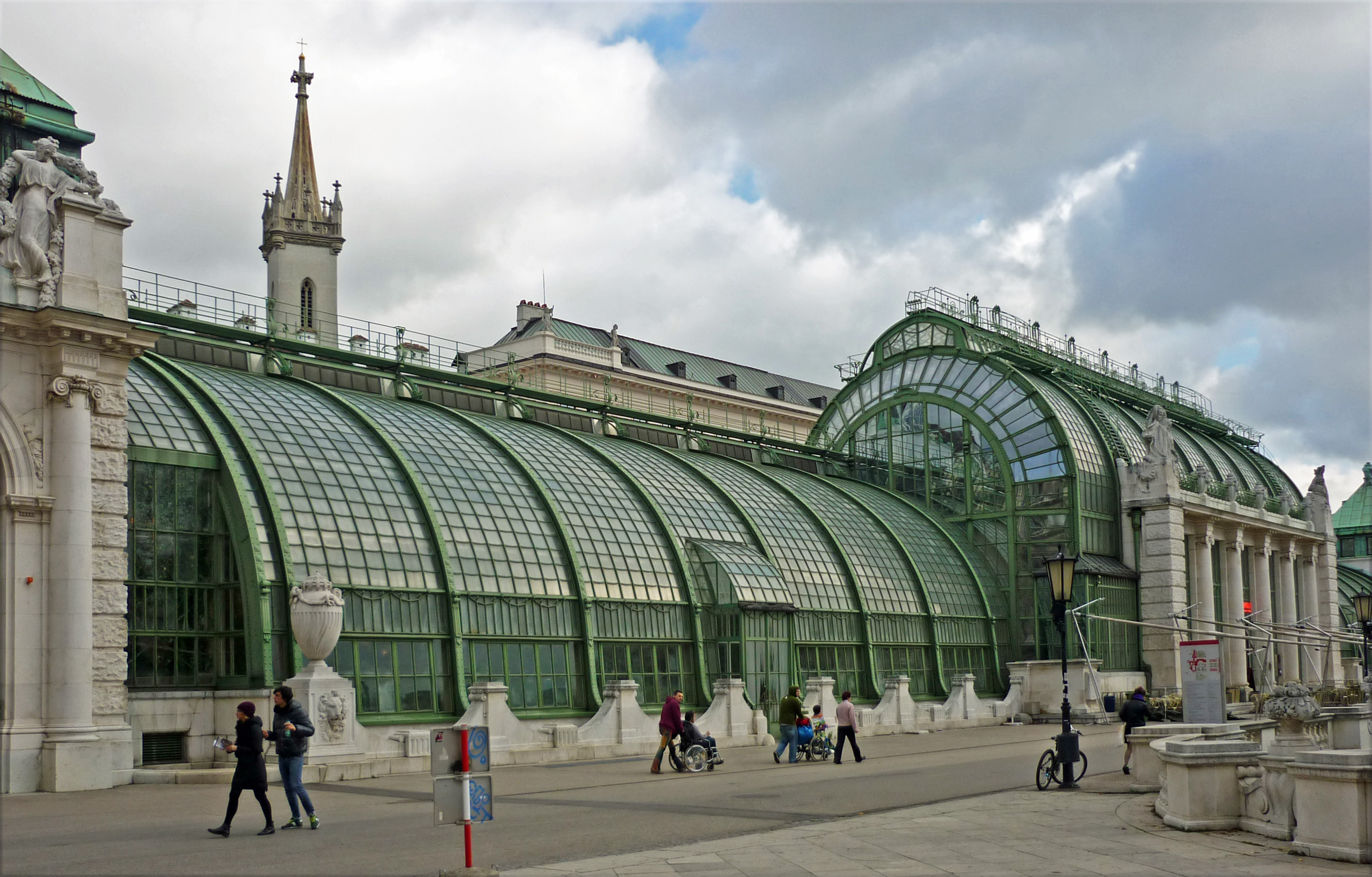
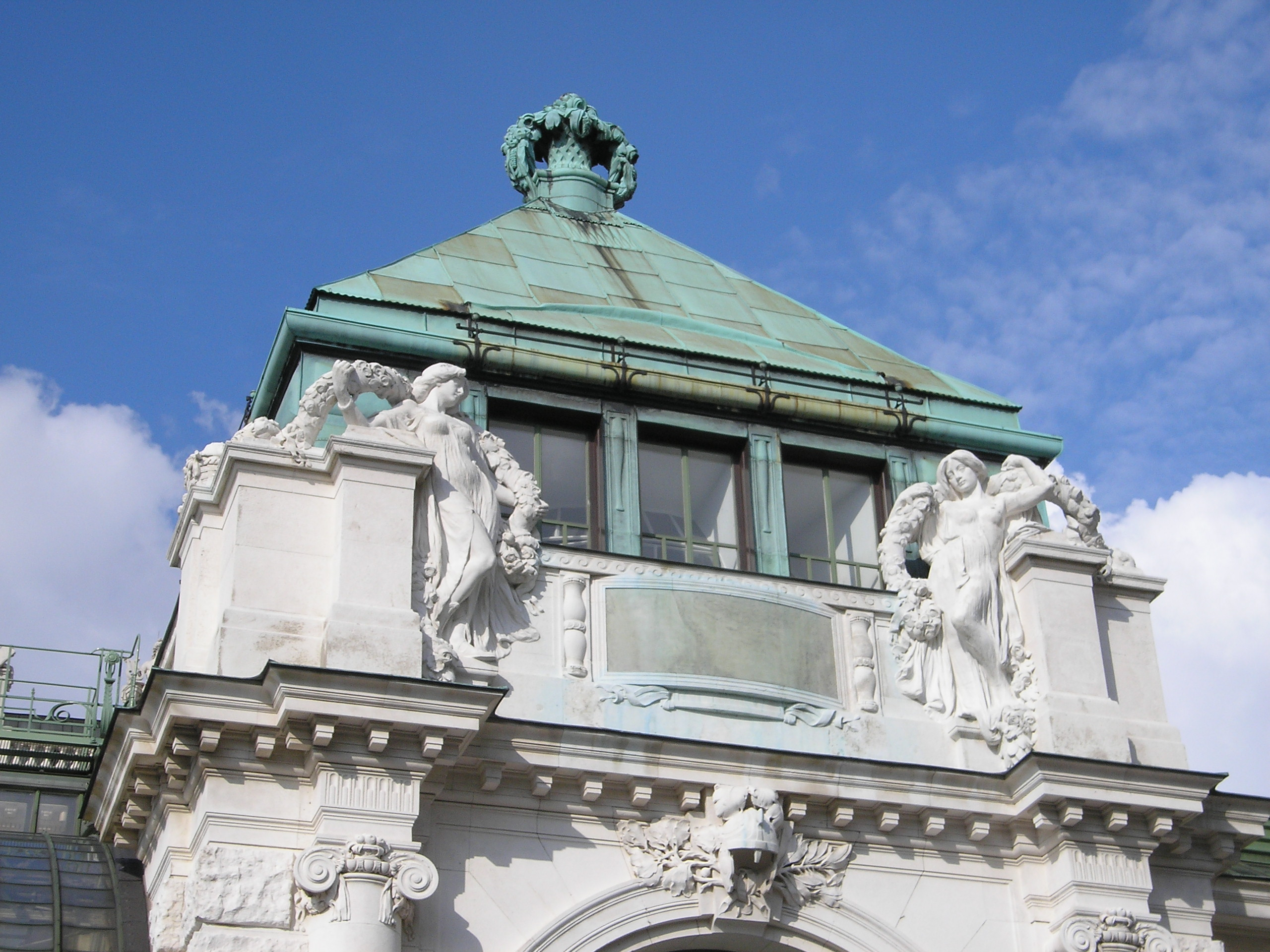
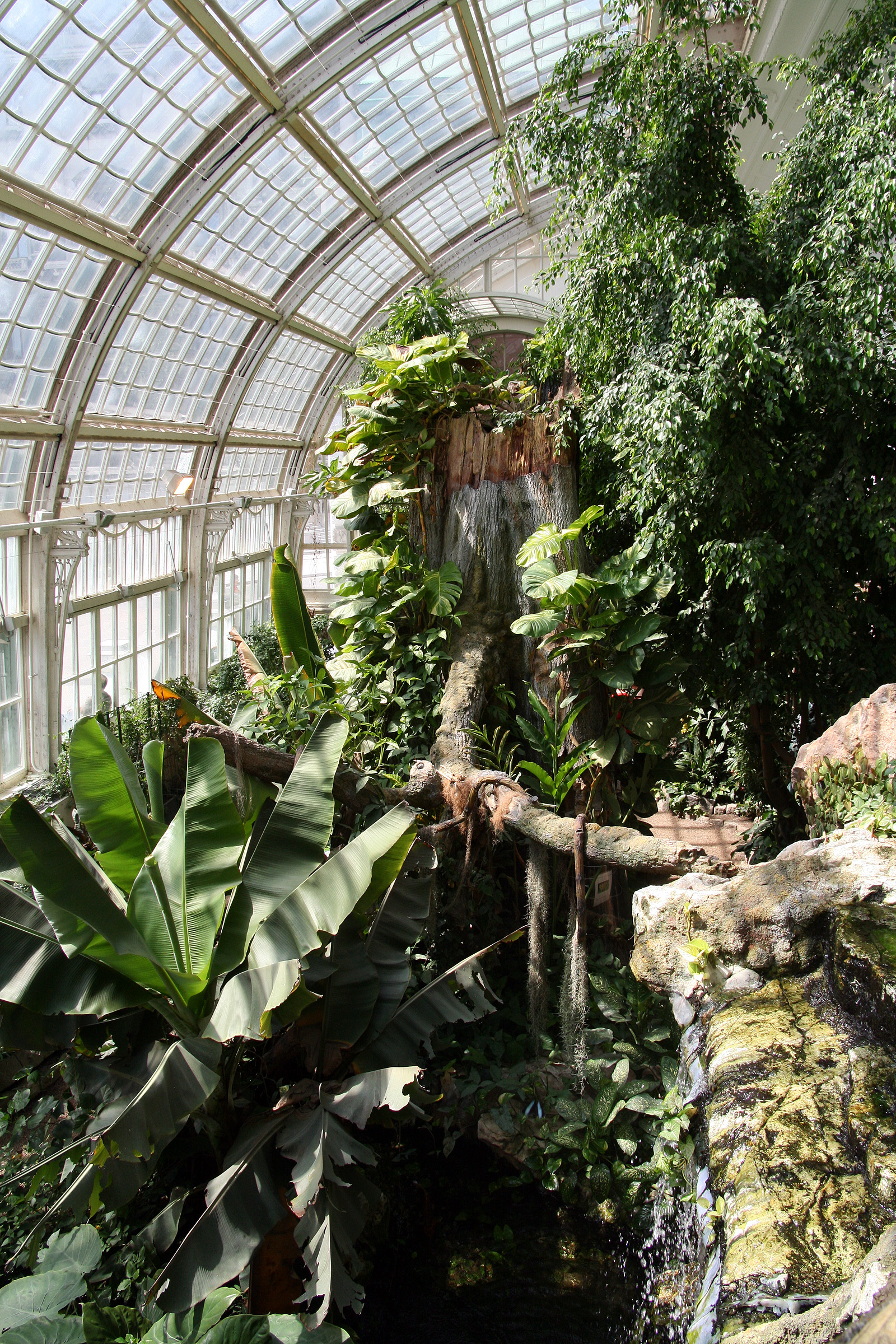
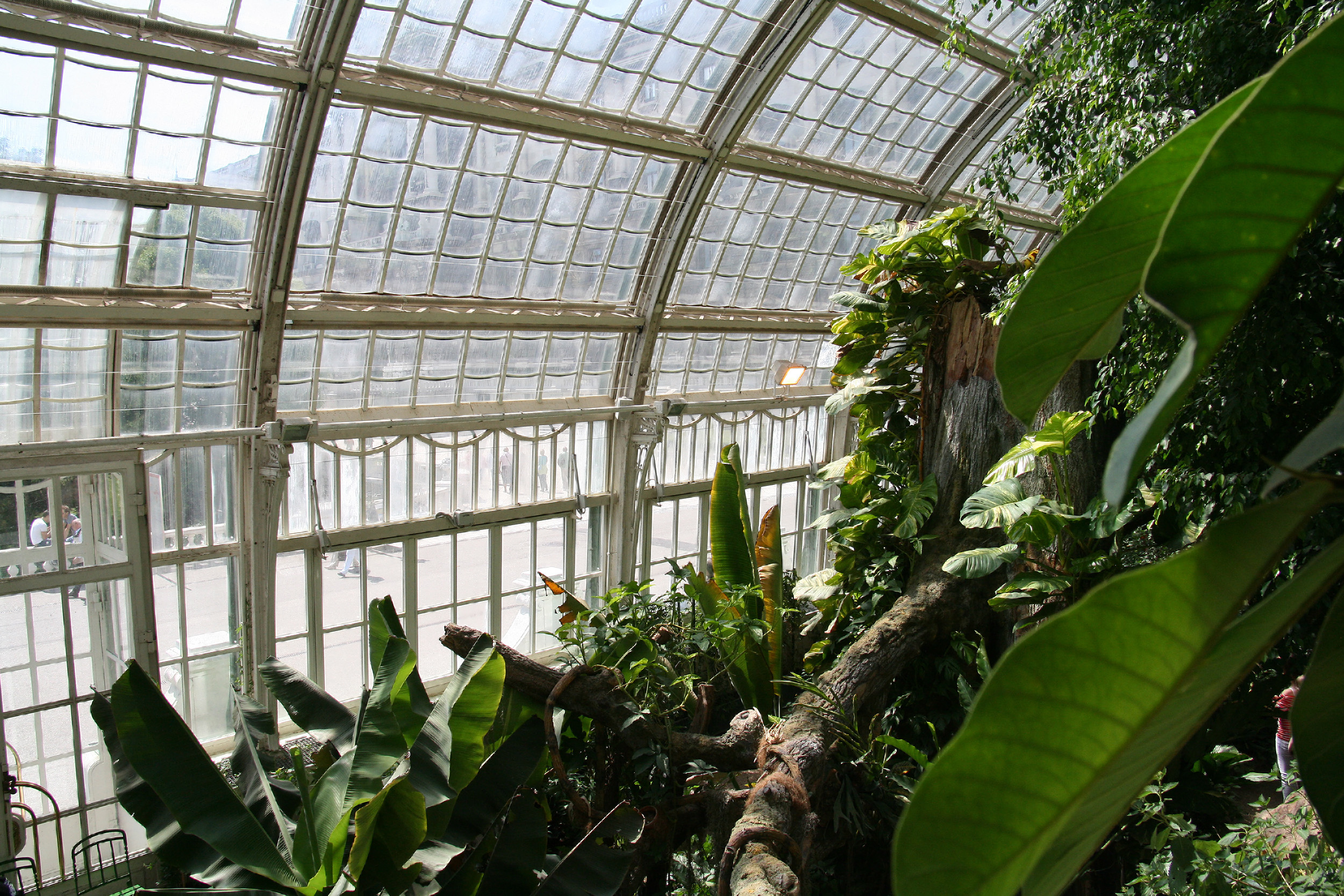
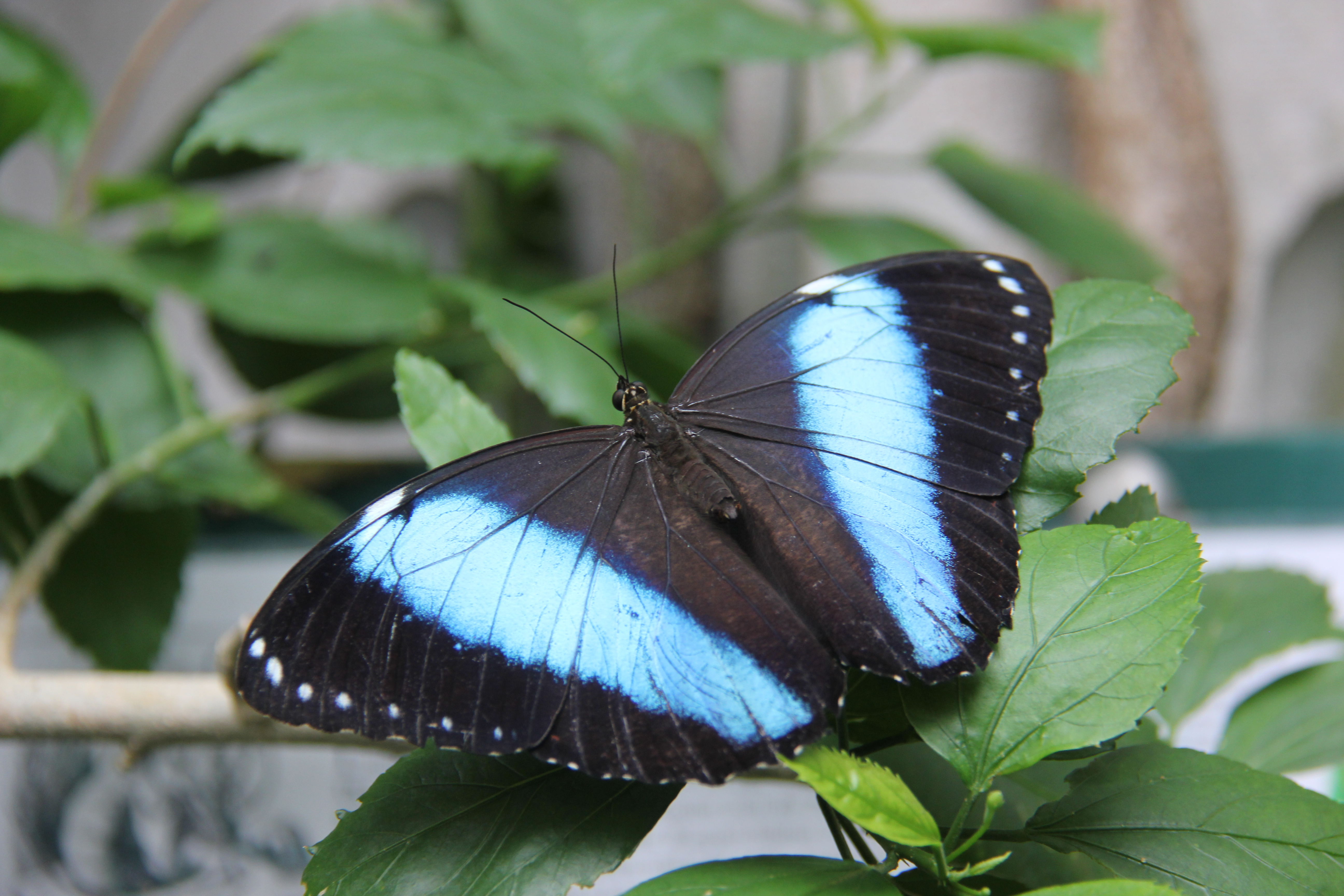
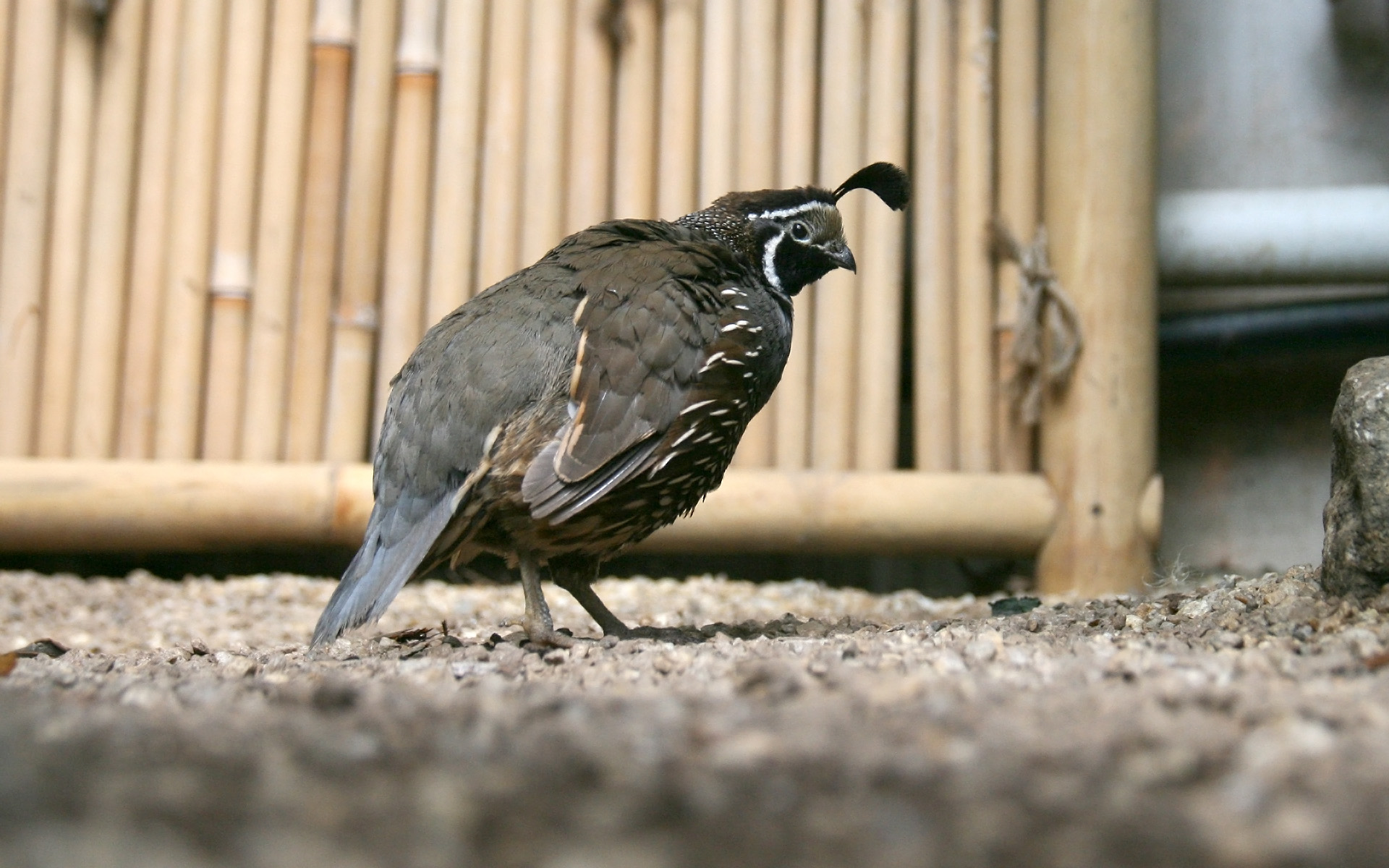
Калифорнийский хохлатый перепел (Callipepla californica)